# Getreidesilo (Wolgograd)
Das Wolgograder Getreidesilo, auch Stalingrader Getreidesilo (russisch Элеватор Сталинграда Elewator Stalingrada, wörtlich: Stalingrader Getreideheber) ist ein Getreidesilo und historisches Denkmal in Wolgograd, Russland. Bei seiner Errichtung 1941 war es eines der höchsten Gebäude der Stadt. Das Gebäude liegt im Süden der Stadt zirka 1,5 Kilometer vom Wolgaufer entfernt, in der Nähe des Südbahnhofs (Wolgagrad II).
Das Getreidesilo war während der Schlacht um Stalingrad (1942–1943) hart umkämpft und wurde durch diese Kampfhandlungen schwer beschädigt. In der Nachkriegszeit wurde 1977 in der Nähe des Getreidesilos ein Denkmal von sowjetischen Veteranen errichtet. Das Wolgograder Getreidesilo ist von Russland als historisches Denkmal von nationaler Bedeutung anerkannt.
Das Getreidesilo wurde 1936 von der All-Unions Trust Chlebostroi entworfen. Es handelte sich dabei um ein Standardgebäude. Ein weiteres nach denselben Plänen errichtetes Getreidesilos befindet sich in der Stadt Rybinsk. Letzteres verfügt über eine größere Anzahl von Silos. Der Getreidesilo in Stalingrad wurde von 1938 bis 1941 errichtet.
Der gesamte Komplex wurde Stalingrader Mühlenkombinat oder Melstroi-Komplex genannt und kostete mehr als 30 Millionen Rubel. Neben dem eigentlichen Betrieb gab es einen Kindergarten und ein Wohnhaus für die Familien der Arbeiter.

## Rolle in der Schlacht von Stalingrad

### Die Kämpfe von 1942

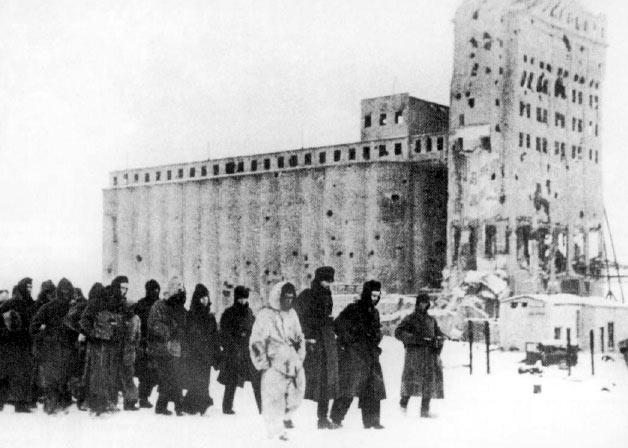
Deutsche Kriegsgefangene marschieren am Getreidesilo vorbei.

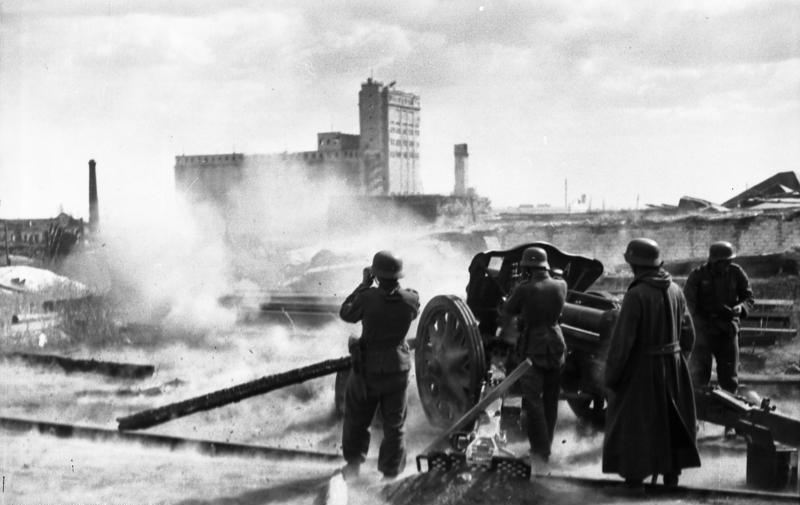
Artilleriebeschuss des Getreidesilos durch deutsche Truppen.

Das im Juni 1941 in Betrieb genommene Stalingrader Getreidesilo war eines der höchsten Bauwerke der Stadt und während der Schlacht um Stalingrad als taktisch bedeutsamer Beobachtungspunkt für die deutschen Truppen von großer Bedeutung. Am 14. September 1942 kamen deutsche Truppen beim Angriff auf Stalingrad in das Gebiet des Getreidesilos. Die Reste der 35. Garde-Schützen-Division und der 131. Schützen-Division der 62. Armee sowie die 10. selbstständige (Reserve-)Schützen-Brigade verteidigten das Gebäude. Am 18. September wurden die Reihen der Verteidigungseinheiten mit der 92. separaten Schützenbrigade aufgefüllt, die aus Matrosen der Nordflotte gebildet wurde. Unmittelbar nach der Überfahrt gingen die Soldaten der 92. Brigade zur Gegenoffensive über und befreiten das Ufergebiet vom Fluss Zariza bis zur Konservenfabrik von den deutschen Truppen. Kämpfe mit der Brigade fanden auch auf den Straßen KIM, Rabotscha-Krestjanskaja, Barrikadnaja, Koslowskaja und in der Nähe des Bahnhofs Stalingrad-2 statt.
Den überlegenen Kräften der Deutschen gelang es jedoch bereits am 19. September, den Getreidesilo von drei Seiten zu umzingeln. An diesem Tag wurden zwei von sieben Panzern unterstützte Angriffe auf den Getreidespeicher gestartet, wobei über 30 Soldaten und Offiziere getötet wurden. Weitere Kämpfe um den Getreidesilo zogen sich in die Länge, die Verteidiger hatten kaum noch Munition und lehnten wiederholt Angebote zur Kapitulation ab. Am 21. September wurde der erneute Angriffsversuch mit Unterstützung von Bombern und 16 Panzern unternommen. Trotz 15–20-facher Überlegenheit in der Stärke der Angreifer wurden sieben deutsche Angriffe zurückgeschlagen.
Der folgende Eintrag wurde im Tagebuch eines deutschen Offiziers gefunden, der später in Stalingrad getötet wurde:

„Der Kampf um den Getreidesilo geht weiter. Die Russen schießen von allen Seiten. Wir sitzen im Keller des Hauses, es ist unmöglich, draußen zu sein... Unser ganzes Bataillon ist kleiner als eine normale Kompanie. An solch heftige Kämpfe erinnern sich unsere alten Soldaten nicht mehr.“

Am 22. September waren den Verteidigern des Getreidesilos Munition und Lebensmittel ausgegangen. In der Nacht verließen die restlichen Verteidiger das Gebäude, das dann von deutschen Einheiten eingenommen wurde. In den Kämpfen um den Getreidesilo fielen der Bataillonskommissar Belorusski und der Politstellvertreter Michailow; besonders zeichneten sich der Leutnant Sasulja, der Feldwebel des 2. Artikels Chosjainow, die Rotarmisten Birjukow und Chwostikow, der Politoffizier Nossarew, der Hauptmann Nasarow, der Feldwebel Kalaschnikow, der Feldwebel Katljuk und andere aus.

### Die Kämpfe von 1943
Im Januar 1943 brachen neue Kämpfe um den Getreidesilo aus. Er wurde zu einer wichtigen Stellung deutscher Einheiten, welche von dort die auf das Zentrum der Stadt vorrückenden Truppen der sowjetischen 64. Armee mit Artillerie und Mörsern beschossen. Ab 24. Januar begannen sowjetische Einheiten in der Nähe des Getreidesilo zu kämpfen, am nächsten Tag stürmte die 154. Marine-Schützenbrigade, unterstützt von Einheiten der 36. Garde-, der 29. und 422. Schützen-Division an. Der Angriff dauerte drei Tage, in denen der Schusswechsel immer wieder in einen Nahkampf überging. Schweres Feuer wurde auf einen deutschen Panzerzug konzentriert, der in Brand geschossen wurde. Während die Deutschen den Zug löschten, griffen die sowjetischen Matrosen den Getreidesilo an und nahmen das Personal des deutschen Artillerieregiments gefangen. Unter ihnen befanden sich 45 Offiziere.

## Gedenken
Am Ort der Kämpfe um den Getreidespeicher wurde eine Gedenktafel aufgestellt. 1977 wurde ein Denkmal für seine Verteidiger in der Rabotscha-Krestjanskaja-Straße neben dem Getreidesilo enthüllt. Die Schöpfer des Denkmals waren der Bildhauer P. L. Malkow und der Architekt G. M. Kowalenko. Das Hauptelement des Denkmals ist eine 7 Meter hohe Statue aus Stahlbeton eines Marine-Infanteristen mit Panzerabwehrgewehr, die auf einem Sockel montiert ist und auch als Denkmal der Nordflotte bekannt ist. Auf einer halbkreisförmigen Betonstele hinter dem Rücken der Soldatenfigur befindet sich ein Auszug aus Robert Roschdestwenskis, Requiem sowie eine Liste der Einheiten, die an den Kämpfen um den Getreidespeicher in den Jahren 1942 und 1943 teilgenommen haben.
1960 wurde der Wolgograder Getreidesilo per Dekret des Ministerrats der RSFSR № 1327 in die Liste der historischen Denkmäler aufgenommen, die als Denkmäler von nationaler Bedeutung unter Schutz stehen. Der Status eines Objekts des kulturellen Erbes von föderaler Bedeutung wurde dann 1995 durch den Präsidialerlass Nr. 176 bestätigt. Der Wolgograder Getreideaufzug wurde nach dem Krieg restauriert und 1992 privatisiert und wird bis heute (Stand 2021) als Silo genutzt.
Am 15. April 2016 eröffnete das Museum Pamjat (Erinnerung) als Teil des Museumsverbundes Die Schlacht von Stalingrad, die Ausstellung Uneinnehmbare Bastion. Getreidesilo in Stalingrad. Es dokumentiert die Geschichte des Mühlenkombinats von 1936 bis 2016. Besonderes Augenmerk wird auf die Vorkriegszeit und die Kämpfe um den Getreidespeicher gelegt.